# Війна світів (фільм, 2005)
«Війна світів» (англ. War of the Worlds) — фільм Стівена Спілберга, екранізація однойменного роману Герберта Велза.

## Сюжет
Фільм починається з авторської оповіді про те, що сучасне людство занадто зайняте своїми проблемами і зовсім не помічає того, що за ними стежать іншопланетяни з лихими намірами.
Рей Ферр'є працює кранівником у порту Нью-Джерсі. Його колишня дружина — Мері Енн — поїхала на вихідні до своїх батьків у Бостон разом зі своїм новим чоловіком Тімом, залишивши Рею двох дітей — Рейчел і Роббі. У той час, поки Рей спить, Роббі без дозволу бере машину батька. Коли Рей прокидається, він йде на пошуки сина і помічає дивну грозову хмару на небі, з якої б'ють блискавки, що призводить до масового відключення всіх працюючих електронних пристроїв.
Гроза триває незвичайно довго, коли вона закінчується, жителі містечка починають роздивлятися дивні сліди від ударів блискавки на асфальті. Несподівано асфальт розтріскується, як при землетрусі, і з-під землі з'являється величезна машина на трьох довгих ногах — тринога. Машина починає спопеляти перехожих ударами променів. Рею дивом вдається втекти і повернутися у свій будинок. Розуміючи, що залишатися в місті небезпечно, Рей збирає речі, забирає дітей і їде. Він встигає забрати автомобіль, який віддав полагодити своєму другові, механіку Менні. Менні, за порадою Рея, замінив соленоїд після грози. Рей з дітьми вирушає на пошуки притулку до колишньої дружини в Бостон, вчасно виїхавши перед черговою атакою триноги.
Спочатку вони приїжджають до будинку Мері Енн у передмісті Нью-Джерсі, та ночують в його підвалі. Зранку Рей дізнається, що електромагнітні бурі стали причиною аварії літака, який звалився прямо на будинок. Рей знаходить команду служби новин, які показують відео, де видно, що разом з блискавками непомітно для ока під землю проникали якісь капсули. Вцілілі припускають, що це іншопланетяни, і вони нападають на інші міста в усьому світі. Під час подальшої подорожі розлючений натовп нападає на автомобіль Рея, і він разом з дітьми змушений залишити його і йти пішки.
На поромній переправі з-під води нападає тринога марсіан, і перевертає пором. Рей і його діти, вибравшись на берег, стикаються з військовими, відбувається безнадійна сутичка з триногами на вершині пагорба. Роббі, одержимий бажанням боротися з прибульцями, відмовляється бігти з поля бою, у той час як Рей бачить, як його дочку веде сімейна пара. Рею доводиться вибирати між дітьми. Рей і Рейчел забігають у дім Гарлана О'Гілві. Прибульці, що виглядають як триногі бліді гуманоїди, оточують будинок і проникають до підвалу. Знавіснілий О'Гілві хоче вступити в бій і Рей, заради безпеки Рейчел, змушений вбити його.
Рано вранці Рей прокидається від крику Рейчел, яка злякалася, побачивши розвідувальну кінцівку триноги. Рей відрубує її сокирою, в той час як Рейчел тікає. Далі Рей вирушає на її пошуки. Тринога хапає його і поміщає в клітку разом з групою інших невільників, серед яких і його дочка. Рей однак прихопив з собою зв'язку гранат, які закидає всередину триноги. Тринога падає і полонені тікають.
Рей разом з Рейчел добираються до Бостона, де разом з натовпом шукають притулку. З'являється незграбна тринога. Рей помічає, що на машину сідають птахи, і розуміє, що її захист вимкнений. Він каже про це групі солдатів, які розстрілюють триногу ракетами. З поваленої машини виповзає вмираючий іншопланетянин. Рей здогадується, що прибульці попри всі свої технології не подумали про загрозу з боку мікроорганізмів, проти яких не мають імунітету. Таким чином найменші створіння виявились сильнішими за загарбників, давши людям шанс на життя. Рей з дочкою добирається до будинку батьків Мері Енн, де їх зустрічають Мері і Роббі.

## Акторський склад

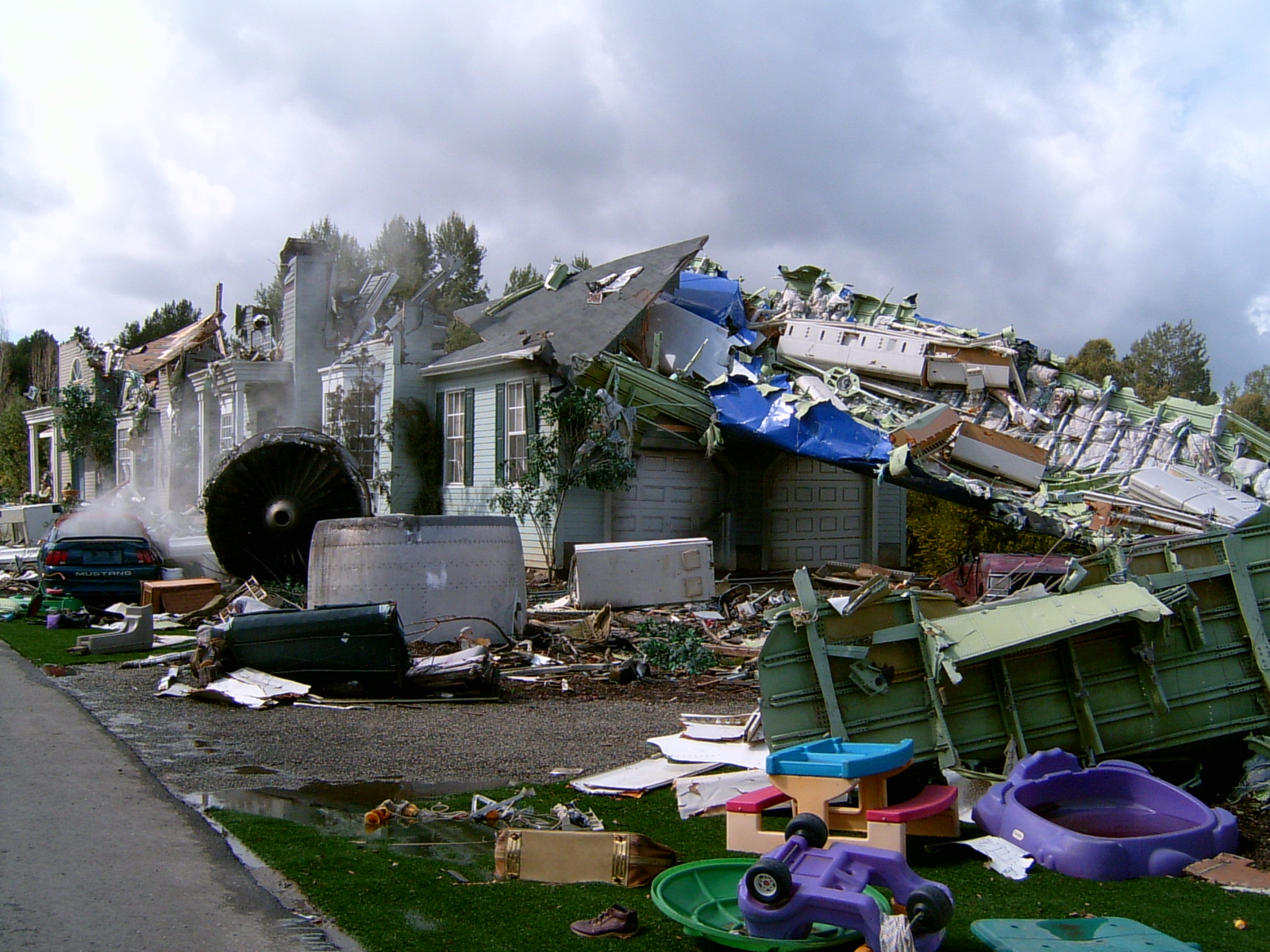
Декорації фільму

- Том Круз — Рей Ферр'є
- Дакота Фаннінг — Рейчел Ферр'є
- Джастін Чатвін — Роббі Ферр'є
- Міранда Отто — Мері Енн
- Тім Роббінс — О'Гілві
- Емі Раян
- Джулі Вайт — жінка
- Тай Сімпкінс — 3-річний хлопчик

## Український дубляж
Українською мовою фільм дубльовано студією «1+1» у 2021 році.

## Закадрове озвучення

### Старе багатоголосе закадрове озвучення студії«Так Треба Продакшн»на замовлення телеканалу«ICTV»(2008)
Ролі озвучували: Анатолій Пашнін, Володимир Терещук, Олена Бліннікова та Людмила Чиншева

### Нове багатоголосе закадрове озвучення студії«Так Треба Продакшн»на замовлення телекомпанії«Інтер»(2011)
Ролі озвучували: Володимир та Дмитро Терещуки, Світлана Шекера та Катерина Буцька

## Створення фільму
Екранізація роману вперше була знята у 1953 і отримала «Оскар» за спецефекти. Нову «Війну світів» планували знімати ще наприкінці 2001, але через трагедію 11 вересня проєкт відклали до кращих часів. У травні 2002 стало відомо, що справою займуться найвпливовіші люди в Голлівудi на той час — Спілберг та Круз. За словами Круза, ідея належала Спілбергу, а він охоче її підтримав, хоча раніше не працював в жанрі наукової фантастики. Проєкт почав рухатись вперед у березні 2004. 12 серпня було підписано всі необхідні папери. Згідно з контрактом, Крузу би дісталось 10 % касових зборів фільму, а також доля прибутків від продажу DVD, відеоігор та іграшок з логотипом картини. Експерти прогнозували, що в результаті актор заробить 520 млн доларів.
«Війну світів» рекламували як найдорожчий фільм в історії. Спілберг заявив, що збирається зняти «стрічку десятиріччя», тому не буде економити ні на чому. Спілберг заради «Війни» відклав роботу над стрічкою про Мюнхенську олімпіаду, а Круз — знімання третьої частини «Місії нездійсненної». Сценарій за романом Велза написав Джош Фрідман, а потім його переробив Дейвід Коепп, який разом зі Спілбергом працював над двома першими «Юрськими парками». У вересні 2004 до знімальної групи приєдналась Дакота Фаннінг, якій дісталась роль дочки героя Круза, а через місяць — Тім Роббінс (Огілві) та Міранда Отто (дружина головного героя). У вересні оголосили і дату прем'єри — 29 червня 2005. Знімання почалось у листопаді 2004, хоча спочатку вважали, що це трапиться не раніше другої половини 2005.

## Цікаві факти
- Голос Моргана Фрімена, який звучить на самому початку картини, майже дослівно переказує початок роману Герберта Велза. Деякі деталі були адаптовані під наш час, зокрема XIX століття змінили на ХХІ.
- Коли знімалися сцени за участю Дакоти Фаннінг на березі річки, у воду були спущені манекени в повний зріст людини, що зображали загиблих людей. По завершенні знімання з'ясувалося, що два манекена безслідно зникли. Викликали поліцію, але і їм не вдалося відшукати пропажу. Найбільше знімальна група хвилювалася, що хтось знайде ці манекени і сприйме їх за справжні трупи.
- Під час знімання в Гавеллі (Нью-Джерсі) за автографами до Круза вишикувалася ціла черга. Актор попередив, що якщо охочі будуть штовхатися, пхатися і грубо поводитися щодо інших охочих, то він одразу припинить роздачу автографів. Круз виявився вірним своєму слову, і коли одна жінка із черги вирішила прорватися ближче до зірки, повідомив про те, що всі можуть бути вільні.
- Хоча інопланетяни в кіно вже давно і ґрунтовно атакують Землю, перша пряма екранізація класичного роману Герберта Велза на великому екрані трапилася лише в 1953 році. Однак найпомітнішою подією в історії США стала радіоверсія роману[4], яку представив в ефірі 30 жовтня 1938 молодий Орсон Велз. Багато радіослухачів дійсно повірили, що марсіани захоплюють Землю, і почалася масова втеча людей з міст[5].
- У фільмі згадується Україна. Саме звідти приходять новини на початку фільму про надмірну кількість блискавок та сейсмічну активність, що було передвісниками вторгнення інопланетян.

## Нагороди і номінації
У 2006 році фільм був виставлений на премію Оскар в номінаціях:
- найкращий звук;
- найкращий звуковий монтаж;
- найкращі візуальні ефекти.

Золота малина
- Найгірший актор (Том Круз — номінація).